# Japanische Fußballnationalmannschaft (U-23-Männer)
Die japanische U-23-Fußballnationalmannschaft ist eine Auswahlmannschaft japanischer Fußballspieler. Sie untersteht dem japanischen Fußballverband JFA und repräsentiert diesen international auf U-23-Ebene, etwa in Freundschaftsspielen gegen die Auswahlmannschaften anderer nationaler Verbände, bei U-23-Asienmeisterschaften sowie den Fußballturnieren der Olympischen Sommerspiele und der Asienspiele.
Bisher konnte sich die Mannschaft sechsmal für das olympische Fußballturnier qualifizieren. 2012 erreichte sie bei ihrer fünften Teilnahme den vierten Platz. An der U-23-Asienmeisterschaft nahm Japan dreimal teil und wurde bei der zweiten Austragung 2016 Asienmeister. Bei den Asienspielen konnte 2010 die Gold- und 2002 sowie 2018 jeweils die Silbermedaille gewonnen werden.
Spielberechtigt sind Spieler, die ihr 23. Lebensjahr noch nicht vollendet haben und die japanische Staatsangehörigkeit besitzen.

## Bilanzen
| Olympische Spiele - 1992: Nicht qualifiziert - 1996: Gruppenphase - 2000: Viertelfinale - 2004: Gruppenphase - 2008: Gruppenphase - 2012: Vierter - 2016: Gruppenphase U-22-/23-Asienmeisterschaften - 2014: Viertelfinale - 2016: Erster - 2018: Viertelfinale - 2020: Qualifiziert | Asienspiele - 2002: Zweiter - 2006: Gruppenphase - 2010: Erster - 2014: Viertelfinale - 2018: Zweiter |